# Красный (Дросковское сельское поселение)
52°26′41″ с. ш. 37°12′06″ в. д.
Красный — посёлок в Покровском районе Орловской области России. Входит в Дросковское сельское поселение.

## География
Находится южнее посёлков Орлы, Ситкин и Трусы, на реке Колубань. Просёлочной дорогой Красный связан с автомобильной трассой Р-119.

## Население
| 2010 |
| ---- |
| 12   |